# Apodemus epimelas
Apodemus epimelas е вид гризач от семейство Мишкови (Muridae). Видът не е застрашен от изчезване.

## Разпространение
Разпространен е в Албания, Босна и Херцеговина, България, Гърция, Северна Македония, Сърбия, Хърватия и Черна гора.

## Описание
Популацията на вида е стабилна.